# Giải Cánh diều 2008
Giải Cánh diều lần thứ 7, do Hội Điện ảnh Việt Nam tổ chức, diễn ra ngày 1 tháng 3 năm 2009 tại Cung Văn hóa Hữu nghị Việt-Xô, Hà Nội nhằm tôn vinh những phim Việt Nam xuất sắc được sản xuất trong năm 2008 (nhưng không nhất thiết phải phát hành trong năm đấy). Tổng cộng chỉ có 6 phim tham gia với 1 phim do nhà nước sản xuất hoàn toàn, 3 phim tư nhân và 2 phim hợp tác với nước ngoài.

## Các phim tham dự
- Trăng nơi đáy giếng (Hãng phim Giải Phóng)
- Huyền thoại bất tử (Hãng phim Phước Sang)
- Cú và chim se sẻ (Hãng phim Chánh Phương)
- Chuyện tình xa xứ (Hãng phim Thần Đồng)
- Giải cứu thần chết (Hãng phim Thiên Ngân)
- Đẹp từng centimet (Hãng phim BHD)

## Các giải thưởng

### Phim truyện nhựa
Xem thêm Danh sách phim điện ảnh đạt giải Cánh Diều Vàng
- Phim truyện nhựa xuất sắc nhất - không có Cánh Diều Vàng
  - Cánh Diều Bạc đồng hạng cho Trăng nơi đáy giếng và Huyền thoại bất tử
- Phim hợp tác với nước ngoài xuất sắc nhất - Cú và chim se sẻ
- Giải Báo chí bình chọn - Cú và chim se sẻ
- Giải Khán giả bình chọn - Chuyện tình xa xứ
- Đạo diễn xuất sắc nhất - Lưu Huỳnh (Huyền thoại bất tử)
- Nam diễn viên chính xuất sắc nhất - Dustin Trí Nguyễn (Huyền thoại bất tử)
- Nữ diễn viên chính xuất sắc nhất - Hồng Ánh (Trăng nơi đáy giếng)
- Nam diễn viên phụ xuất sắc nhất - Trần Bảo Sơn (Huyền thoại bất tử)
- Nữ diễn viên phụ xuất sắc nhất - Kathy Uyên (Chuyện tình xa xứ)
- Diễn viên trẻ triển vọng - Phạm Gia Hân (Cú và chim se sẻ)
- Biên kịch xuất sắc nhất - Châu Thổ (Trăng nơi đáy giếng)
- Quay phim xuất sắc nhất - Nguyễn K' Linh (Huyền thoại bất tử)
- Thiết kế mỹ thuật xuất sắc nhất - Mã Phi Hải (Trăng nơi đáy giếng)
- Nhạc sĩ xuất sắc nhất - Đức Trí (Huyền thoại bất tử)
- Âm thanh xuất sắc nhất - Phạm Viết Thanh (Giải Cứu Thần Chết)

### Phim tài liệu và khoa học
- Phim tài liệu nhựa xuất sắc nhất - Đám mây không dừng lại
  - Cánh Diều Bạc cho Đất lạnh
  - Giải Khuyến khích cho Dốc hạ sĩ, Trầm tích, Khát vọng một vùng đất[3]
- Đạo diễn phim tài liệu nhựa xuất sắc nhất - Đào Bá Sơn (Đám mây không dừng lại)
- Phim tài liệu video xuất sắc nhất - Người bạn thầm lặng của Bác
  - Cánh Diều Bạc đồng hạng cho Đất tổ quê cha, Người giải mã cồng chiêng, và Người tôi cưu mang
  - Giải Khuyến khích cho Nhịp thời gian – từ kinh đô Rồng đến thành phố vì hòa bình, Con cần cha mẹ, Huyền tích người Mông[3]
  - Đạo diễn xuất sắc: Hoàng Ngọc Dũng - Trần Phi (Không khí và sự sống)
- Phim khoa học xuất sắc nhất - Không khí và sự sống
  - Cánh Diều Bạc cho Đất trắng
  - Giải Khuyến khích cho Tiếng gọi Voọc Cát Bà, Nước ngầm cảnh báo, Cướp taxi - thủ đoạn và cách phòng chống[3]
- Đạo diễn phim khoa học xuất sắc nhất - Hoàng Ngọc Dũng và Trần Phi (Không khí và sự sống)

### Phim truyền hình
- Phim truyền hình xuất sắc nhất - Chạy án 2
  - Cánh Diều Bạc đồng hạng cho Bỗng dưng muốn khóc, Hoa thiên điểu, và Gió làng Kình
- Đạo diễn xuất sắc nhất - Nhâm Minh Hiền (Hoa thiên điểu)

### Phim video ngắn
- Phim video ngắn xuất sắc nhất - Khí phách anh hùng
  - Cánh Diều Bạc đồng hạng cho Chết lúc nửa đêm, Rượu cần đêm mưa, và Con đường sáng
- Đạo diễn phim video ngắn xuất sắc nhất - Nguyễn Chánh Tín (Chết lúc nửa đêm)

### Những giải thưởng khác
- Thành tựu điện ảnh - Nghệ sĩ Nhân dân Hải Ninh
- Phim hoạt hình xuất sắc nhất - không có Cánh Diều Vàng
  - Cánh Diều Bạc đồng hạng cho Thỏ và rùa, Hai Bà Trưng, và Chim cút làm tổ
  - Giải khuyến khích: Trên giá sách[3]
- Công trình khoa học xuất sắc nhất - Những vấn đề lý luận kịch bản phim (nhà biên kịch Đoàn Minh Tuấn)
- Giải khuyến khích: Họ muốn gì[3]